# Brassica oleracea
Il cavolo (Brassica oleracea L., 1753) è una pianta appartenente alla famiglia delle Brassicacee.

## Descrizione

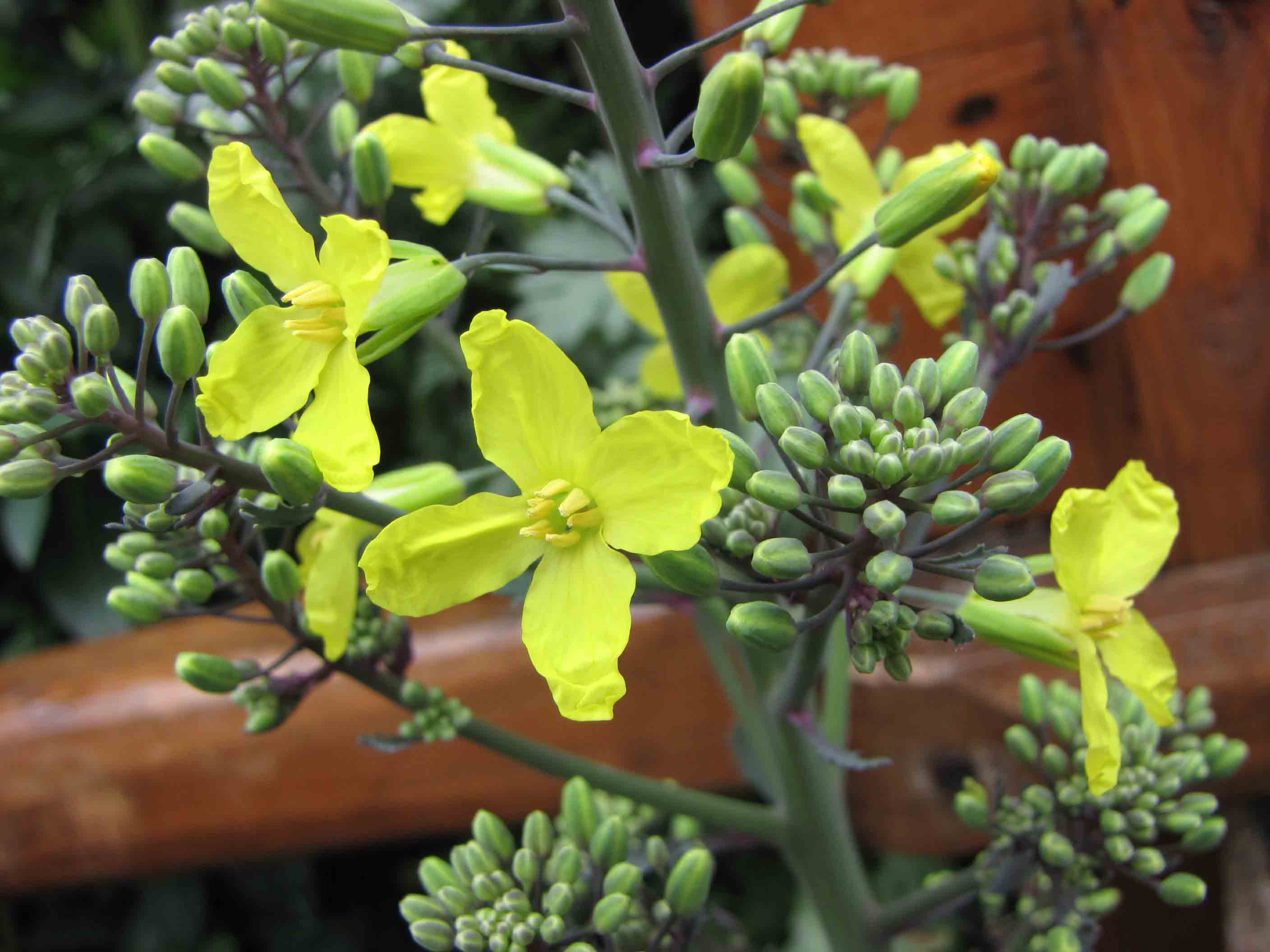
Fiore di B. oleracea

Brassica oleracea è una pianta erbacea annuale o biennale (forme coltivate) o perenne che con l'invecchiamento può diventare legnosa. Le altezze di crescita sono generalmente da 50 a 100 centimetri. Oltre che per l'alimentazione umana i cavoli delle diverse cultivar vengono utilizzati come foraggio o pianta ornamentale.
Le foglie, disposte alternativamente sul fusto, sono generalmente nude. Le foglie superiori del fusto sono arrotondate o ristrette alla base della lamina e sessili.
Il periodo di fioritura va da aprile a settembre. L'infiorescenza è già allungata quando fiorisce; i fiori aperti sono più bassi dei boccioli. I gambi dei fiori sono generalmente più lunghi del calice e lunghi quasi quanto l'intero fiore.
I fiori ermafroditi sono quadruplici con doppio perianzio. I quattro sepali verticali sono stretti, di lunghezza ellittica e lunghi da 6 a 12 millimetri. I quattro petali giallo zolfo sono lunghi da 12 a 26 millimetri e sono ellittici o obovati.
Il peduncolo del frutto è inizialmente eretto, successivamente sporgente o pendente. I frutti sono baccelli tipici della famiglia. I baccelli sono lunghi da 4 a 13 centimetri e larghi da 3 a 4 millimetri. Ogni scomparto del frutto contiene da 8 a 16 semi. I semi sono quasi sferici con un diametro da 1,5 a 4 millimetri.
L'impollinazione avviene ad opera degli insetti o per autoimpollinazione. I semi vengono sparsi dal vento, per autodispersione o dall'uomo.

## Distribuzione e habitat
La forma selvatica del cavolo è originariamente nativa delle zone costiere oceaniche meridionali e temperate dell'Europa. Cresce sulle rocce, in parte sulle scogliere costiere, ma anche in montagna.
Il cavolo è una pianta resistente con un'elevata tolleranza al sale e al calcare. Tuttavia, la sua intolleranza alla competizione di altre piante limita tipicamente la sua presenza naturale alle scogliere calcaree marine, come le scogliere di gesso su entrambi i lati della Manica.

## Storia

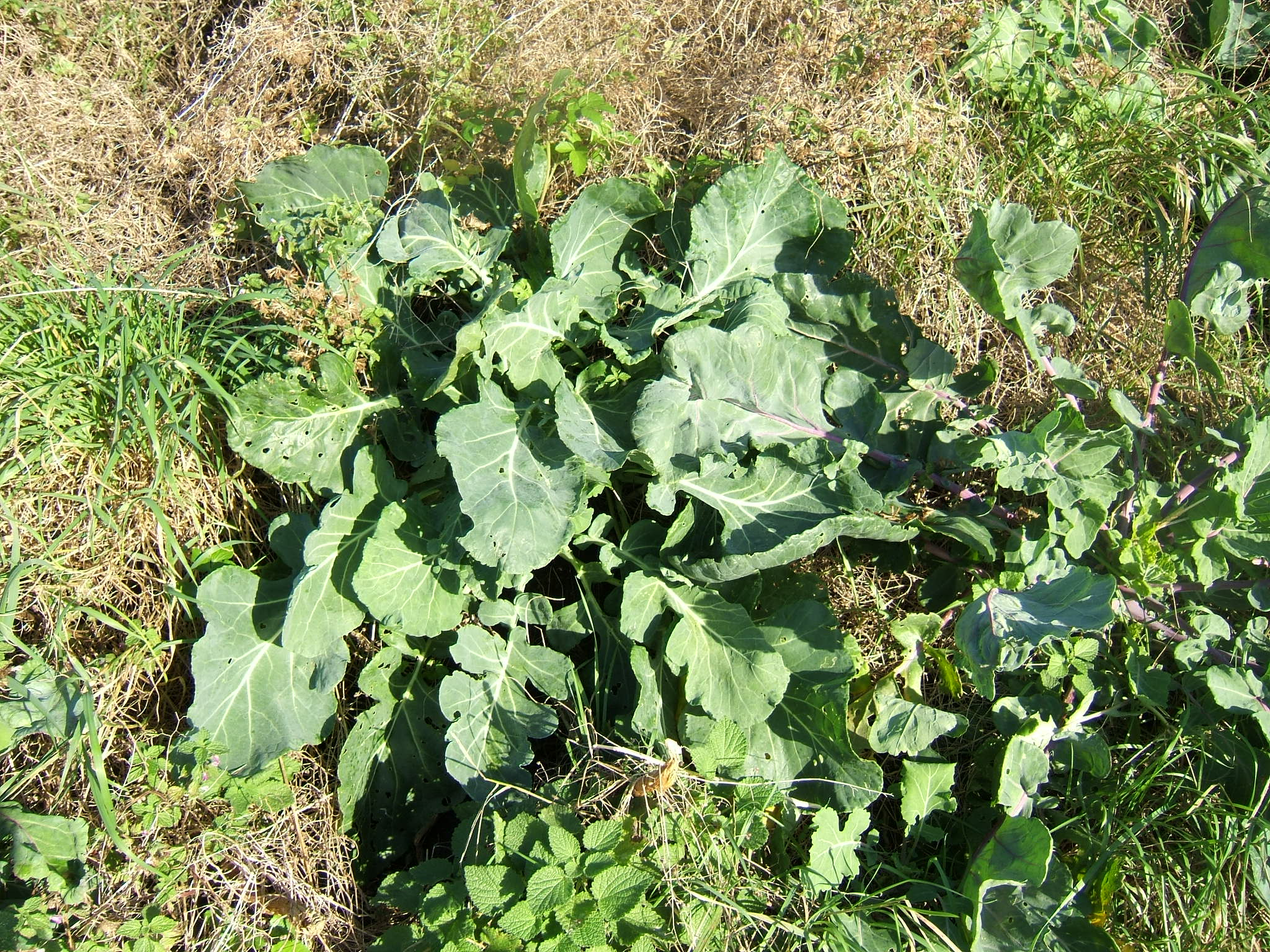
Esemplare selvatico di B. oleracea

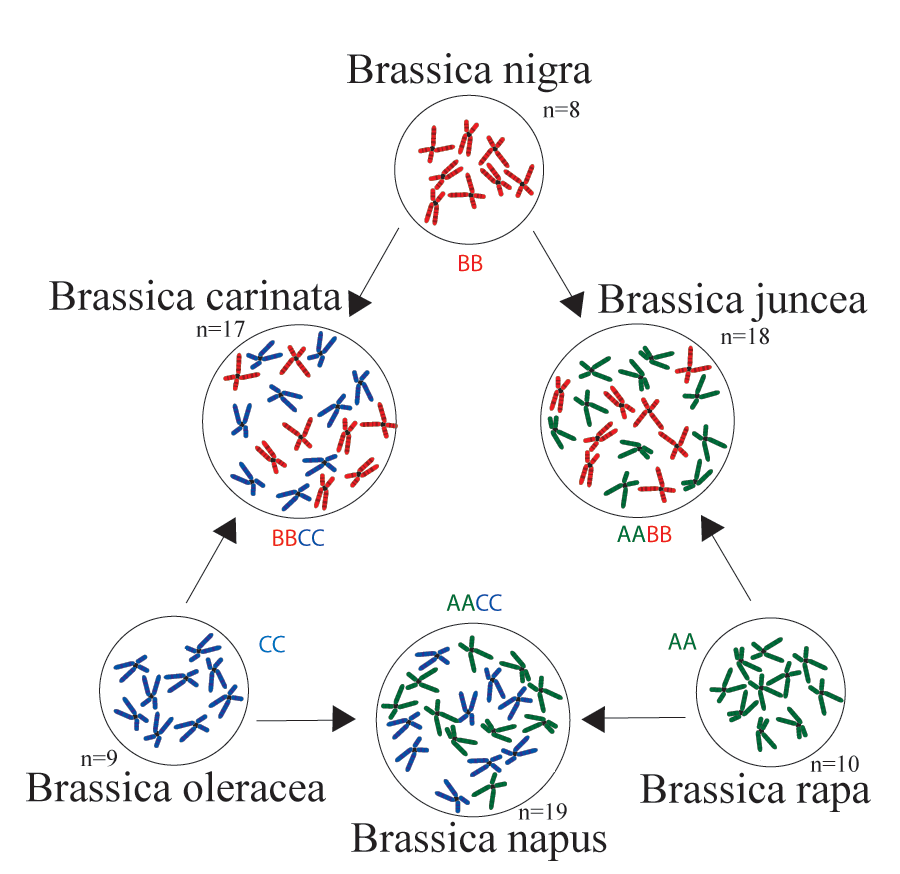
Triangolo di U che illustra la relazione tra le specie del genere Brassica

Sebbene il cavolo abbia una storia molto lunga, è difficile risalire alle sue origini esatte a causa delle numerose varietà. Secondo la teoria del triangolo di U dell'evoluzione e delle relazioni tra le specie di Brassica, B. oleracea rappresenta una delle tre linee ancestrali da cui hanno avuto origine tutte le altre verdure coltivate Brassicacee.
Probabilmente il cavolo è stato domesticato più tardi nella storia rispetto alle colture del Vicino Oriente, come le lenticchie e il grano. A causa dell'ampia gamma di colture sviluppate a partire da B. oleracea selvatica, è possibile che in tutta Europa si siano verificate molteplici domesticazioni del cavolo, pressoché contemporanee. I cavoli senza testa e il cavolo riccio furono probabilmente i primi ad essere addomesticati, prima del 1000 a.C., forse dai Celti dell'Europa centrale e occidentale, sebbene recenti prove linguistiche e genetiche confermino un'origine mediterranea delle Brassicaceae coltivate.
Si ritiene che gli antichi egizi non coltivassero il cavolo, che non è originario della valle del Nilo, sebbene la parola shaw't nel papiro Harris dell'epoca di Ramesse III sia stata interpretata come "cavolo". Gli antichi Greci avevano alcune varietà di cavolo, come menzionato da Teofrasto, anche se non si sa se fossero più strettamente imparentate con il cavolo odierno o con una delle altre colture di Brassica. La varietà di cavolo cappuccio era nota ai Greci come krambe e ai Romani come brassica o olus; la varietà aperta e fogliosa (cavolo riccio) era nota in Greco come raphanos e in Latino come caulis. Gli egiziani tolemaici conoscevano le colture di cavolo come gramb, sotto l'influenza del krambe greco, che era stata una pianta familiare agli antecedenti macedoni dei Tolomei. Già ai primi tempi dei Romani, gli artigiani e i bambini egiziani mangiavano cavoli e rape, oltre a un'ampia varietà di altre verdure e legumi.
I Greci erano convinti che i cavoli e le viti fossero nemici e che il cavolo piantato troppo vicino alla vite avrebbe trasmesso il suo odore sgradevole all'uva; questo senso mediterraneo di antipatia sopravvive ancora oggi.
L'antipatia verso la vite faceva sembrare che mangiare cavolo avrebbe permesso di evitare l'ubriachezza. Il cavolo continuò a figurare nella materia medica dell'antichità e anche a tavola: nel primo secolo d.C. Dioscoride menziona due tipi di cavoli con usi medicinali, quello coltivato e quello selvatico, e le sue opinioni continuarono a essere parafrasate negli erbari per tutto il XVII secolo.
B. oleracea era considerata da alcuni romani un lusso da tavola, sebbene Lucullo la ritenesse inadatta alla tavola senatoriale.
Le miniature dei manoscritti mostrano l'importanza del cavolo nella cucina dell'Alto Medioevo, e i semi di cavolo figurano tra l'elenco dei semi acquistati per l'uso da parte del re Giovanni II di Francia quando fu prigioniero in Inghilterra nel 1360, ma i cavoli erano anche un alimento base familiare per i poveri. Il naturalista francese Jean Ruel fece quella che è considerata la prima menzione esplicita del cavolo cappuccio nel suo trattato botanico del 1536 De Natura Stirpium, riferendosi ad esso come capucos coles ("cavolo cappuccio").
Molte varietà di cavolo, tra cui alcune ancora comunemente coltivate, furono introdotte in Germania, Francia e nei Paesi Bassi. Nel XVI secolo gli orticultori tedeschi svilupparono la verza. Durante il XVII e XVIII secolo, il cavolo era un alimento base in paesi come Germania, Inghilterra, Irlanda e Russia, e il cavolo sottaceto veniva consumato frequentemente. I crauti venivano utilizzati dai marinai olandesi, scandinavi e tedeschi per prevenire lo scorbuto durante i lunghi viaggi in nave.
Jacques Cartier portò per primo il cavolo nelle Americhe nel 1541-42 e fu probabilmente piantato dai primi coloni inglesi, nonostante non vi fossero prove scritte della sua esistenza lì fino alla metà del XVII secolo. Nel XVIII secolo, era comunemente piantato sia dai coloni che dai nativi americani. I semi di cavolo giunsero in Australia nel 1788 con la Prima Flotta e furono piantati lo stesso anno nell'Isola Norfolk.

## Varietà

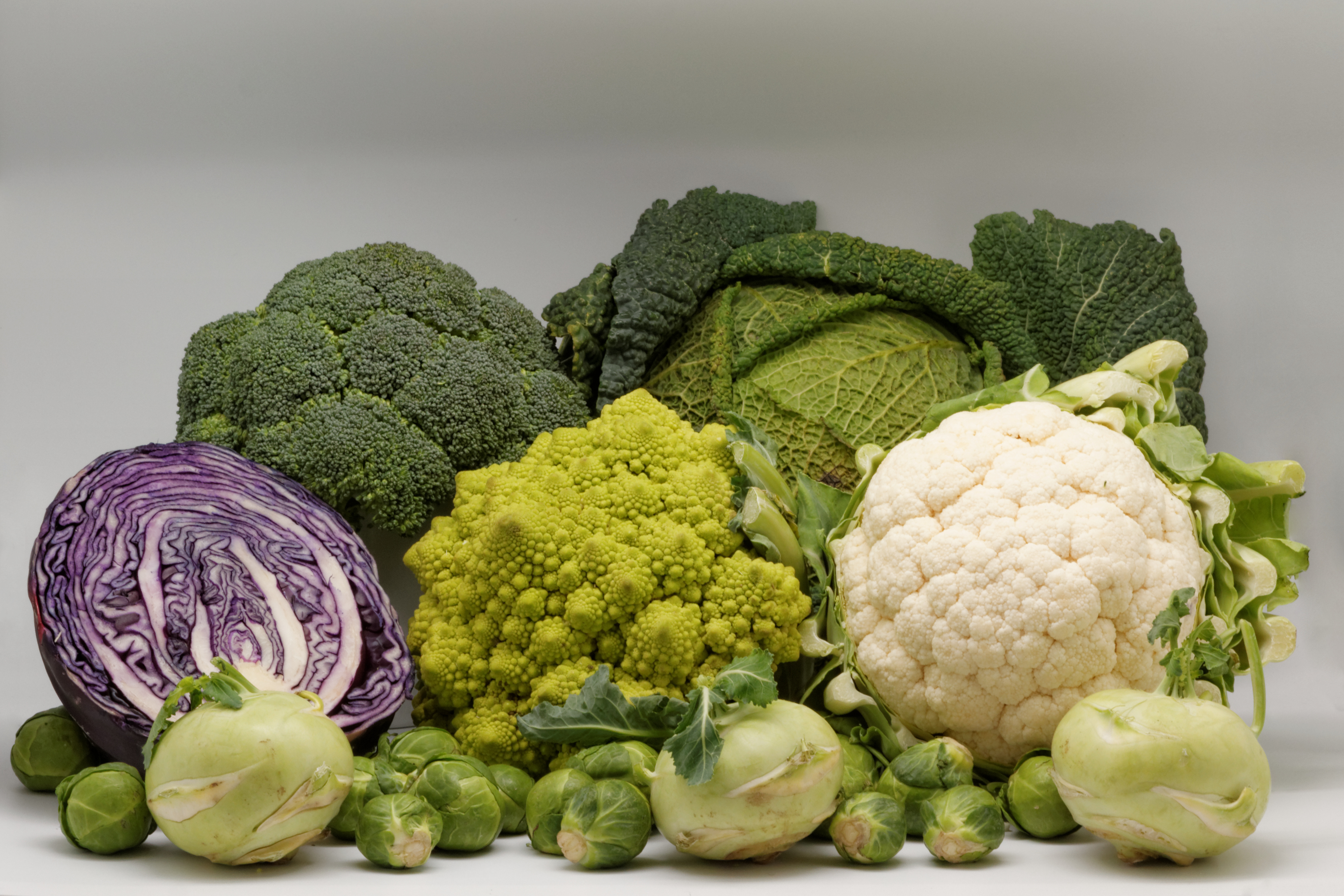
Le parti commestibili di alcune varietà di cavolo

La pianta è coltivata da lunghissimo tempo e nel corso dei secoli ne sono state selezionate molte varietà e cultivar. La forma selvatica dalla quale hanno avuto origine tutte queste tipologie (talvolta indicata come Brassica oleracea subsp. oleracea), è originaria delle coste atlantiche dell'Europa occidentale.
La specie include otto gruppi di cultivar ed ogni gruppo ha al suo interno ha molte cultivar.
- gruppo acephala, al quale appartengono il cavolo nero toscano, il cavolo gallego e il cavolo riccio;
- gruppo alboglabra, a cui appartiene il broccolo cinese
- gruppo botrytis, a cui appartengono il cavolfiore e il broccolo romanesco
- gruppo capitata, di cui fanno parte il cavolo cappuccio, il cavolo rosso e la verza
- gruppo gemmifera, il cavolo di Bruxelles
- gruppo gongylodes, a cui appartiene il cavolo rapa
- gruppo italica, a cui appartiene il broccolo
- gruppo tronchuda, di cui fa parte il cavolo portoghese

Il cavolo cinese e il cavolo di Pechino sono invece cultivar della specie Brassica rapa, mentre i broccolini sono un ibrido creato in Giappone.

## Usi

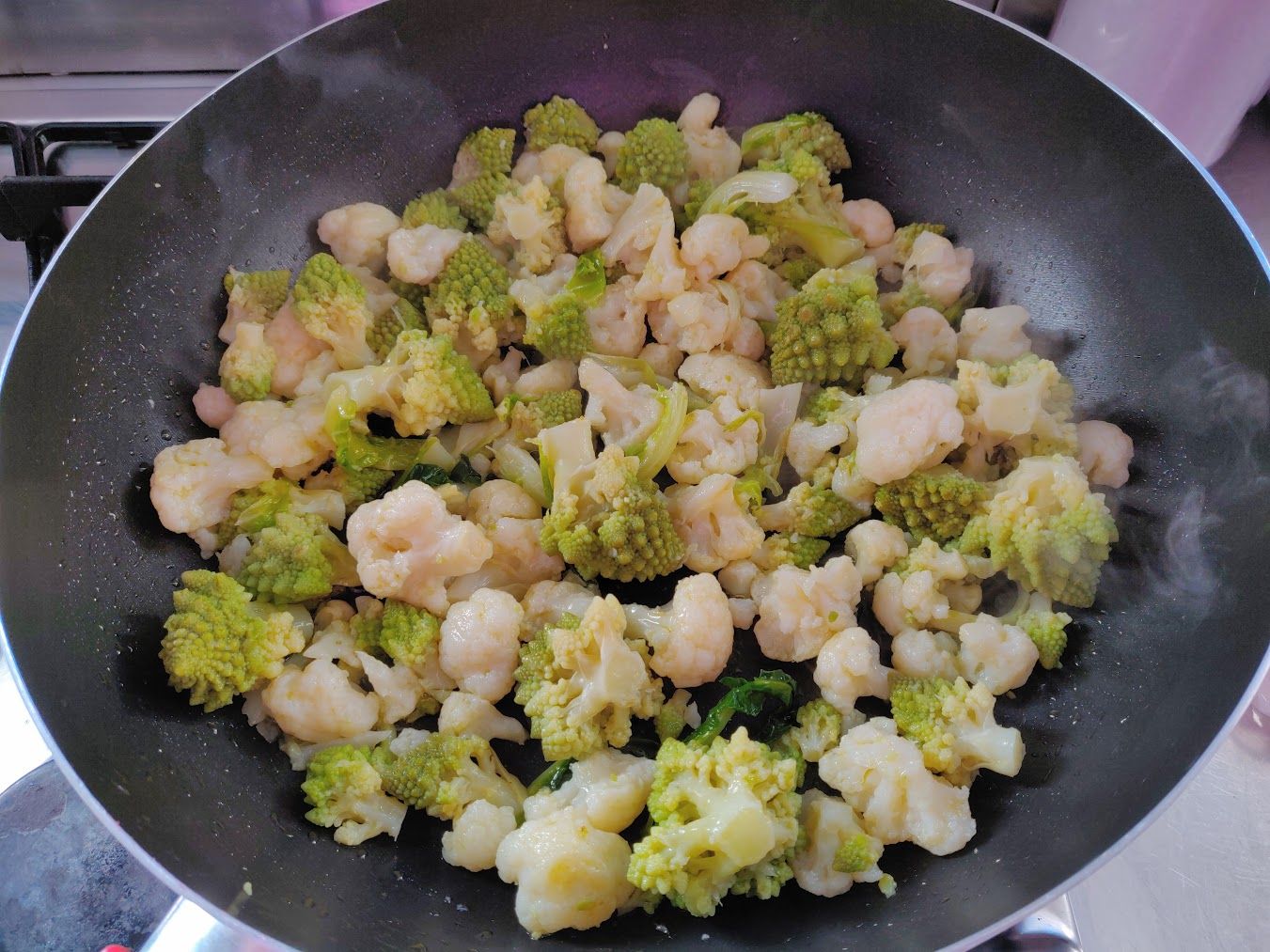
Broccoli in padella

Le diverse varietà di cavoli hanno numerosi impieghi in cucina. Sono molto usati nella cucina italiana, e anche in quella europea e asiatica, sia crudi sia cotti. Per ciascuna varietà esistono ricette e utilizzi particolari.

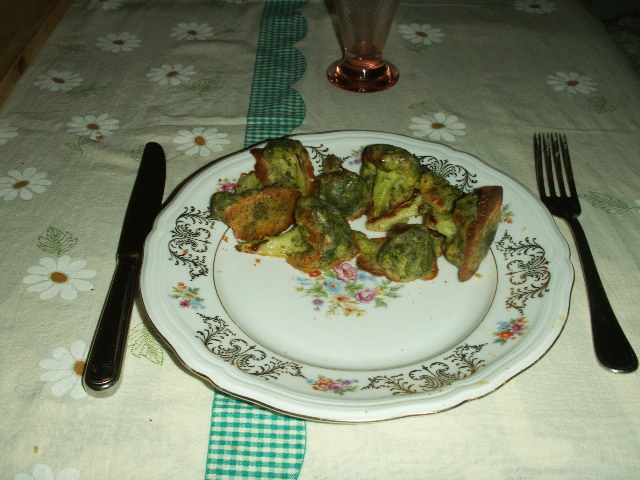
Broccoli al forno serviti

Il cavolo viene preparato e consumato in molti modi. Le opzioni più semplici includono il consumo della verdura cruda o la cottura a vapore, anche se molte cucine mettono sottaceto, stufano, saltano in padella o brasano il cavolo. La conservazione in salamoia è un metodo comune per conservare il cavolo, creando piatti come i crauti e il kimchi, anche se il kimchi è più spesso preparato con il cavolo Napa. La verza è solitamente utilizzata nelle insalate, mentre le varietà a foglia liscia sono utilizzate sia per la vendita al mercato che per la lavorazione. Il tofu e il cavolo sono un alimento base della cucina cinese, mentre il piatto britannico bubble and squeak è fatto principalmente con patate e cavolo bollito.
Il sapore caratteristico del cavolo è dovuto ai glucosinolati, una classe di glucosidi contenenti zolfo. Sebbene presenti in tutta la pianta, questi composti sono concentrati in quantità maggiori nei semi; quantità minori si trovano nei tessuti vegetativi giovani e diminuiscono con l'invecchiamento del tessuto. Il cavolo cotto viene spesso criticato per il suo odore e sapore pungente e sgradevole. Questi si sviluppano quando il cavolo viene cotto troppo e viene prodotto gas di idrogeno solforato.
Un consumo eccessivo di cavolo può portare ad un aumento di gas intestinale che provoca gonfiore e flatulenza a causa del trisaccaride raffinosio, che l'intestino tenue umano non può digerire, ma che viene digerito dai batteri nell'intestino crasso.

## Galleria d'immagini

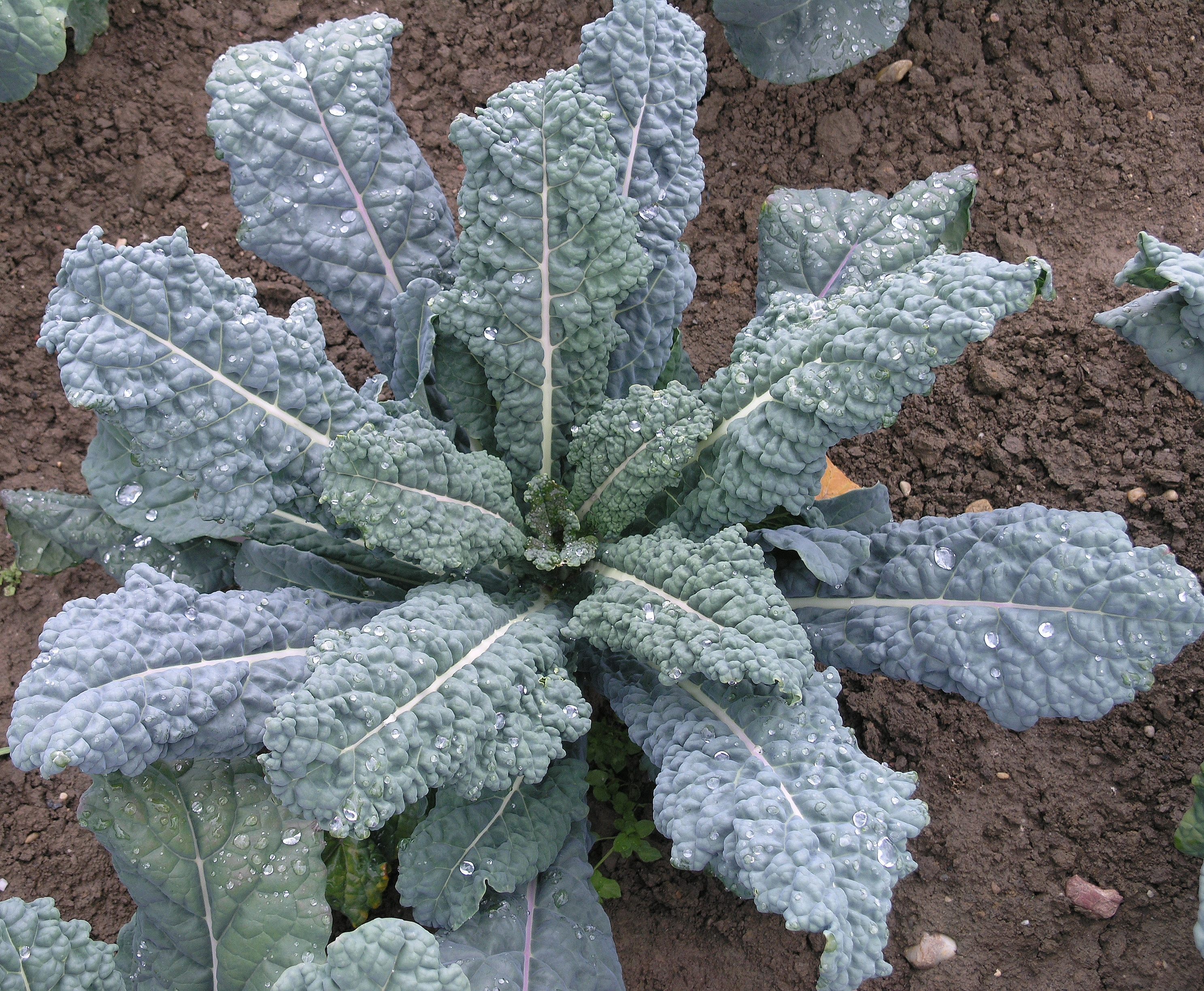
Brassica oleracea var. acephala, il cavolo nero toscano
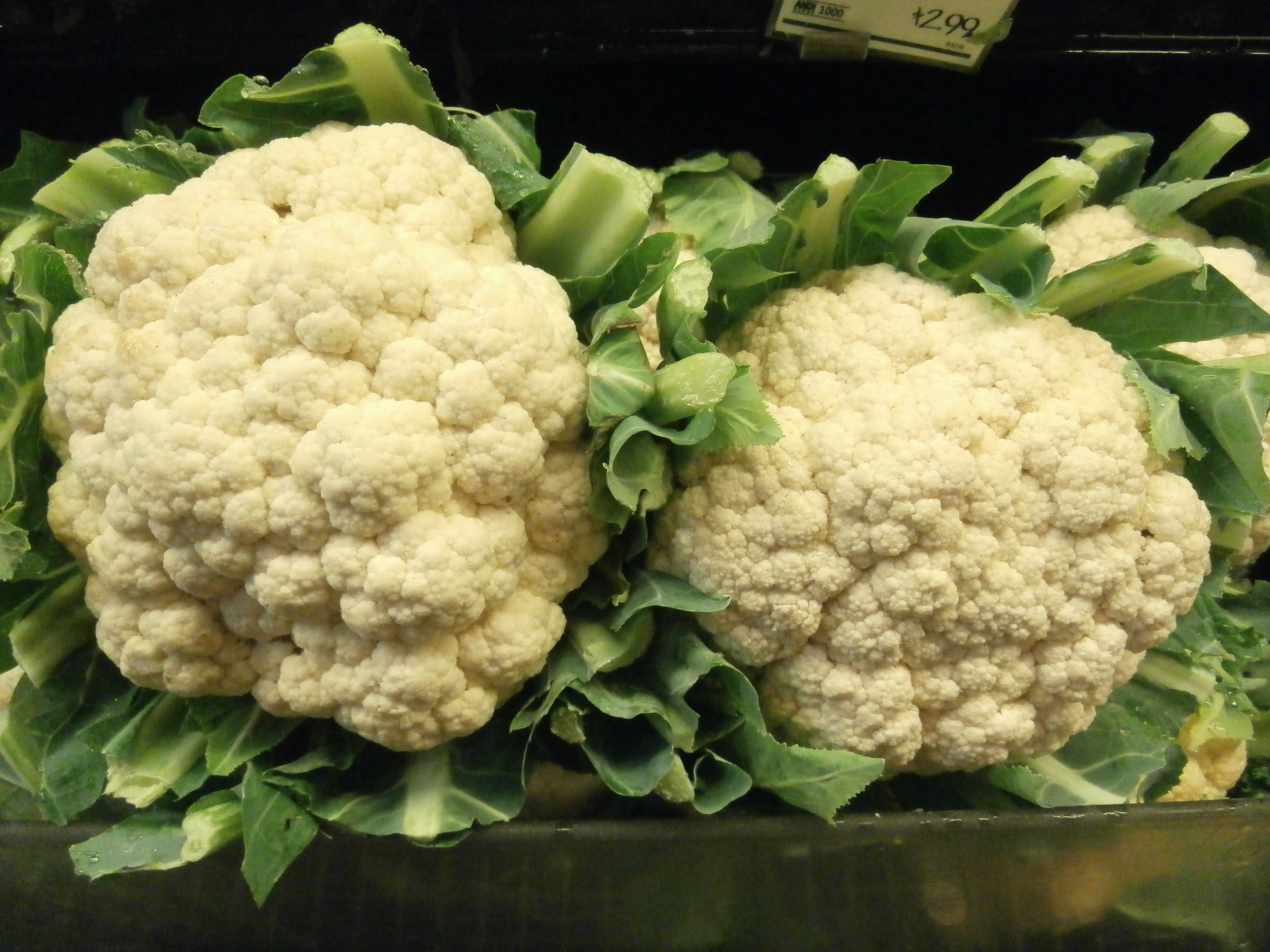
Brassica oleracea var. botrytis, il cavolfiore bianco
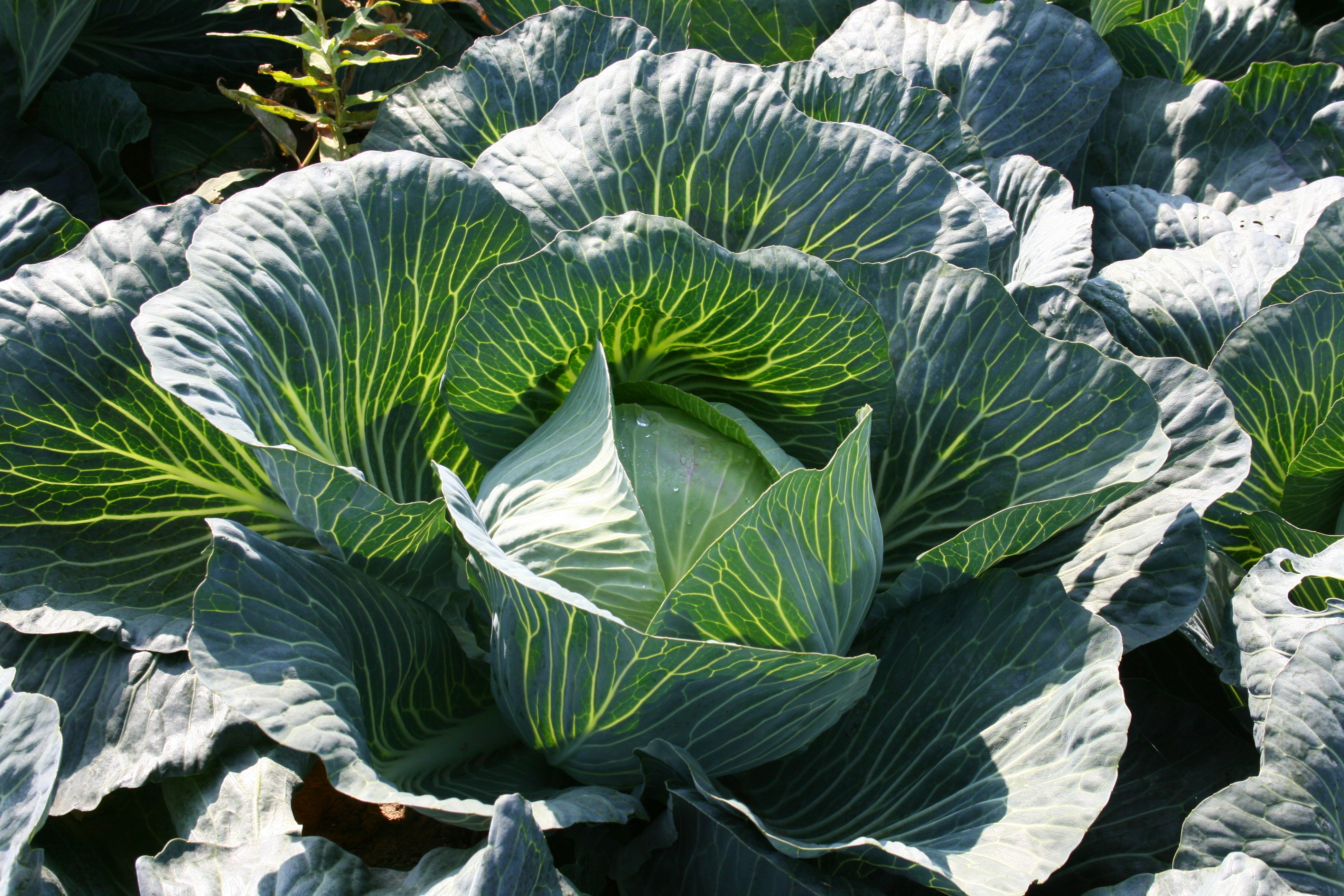
Brassica oleracea var. capitata, il cavolo cappuccio
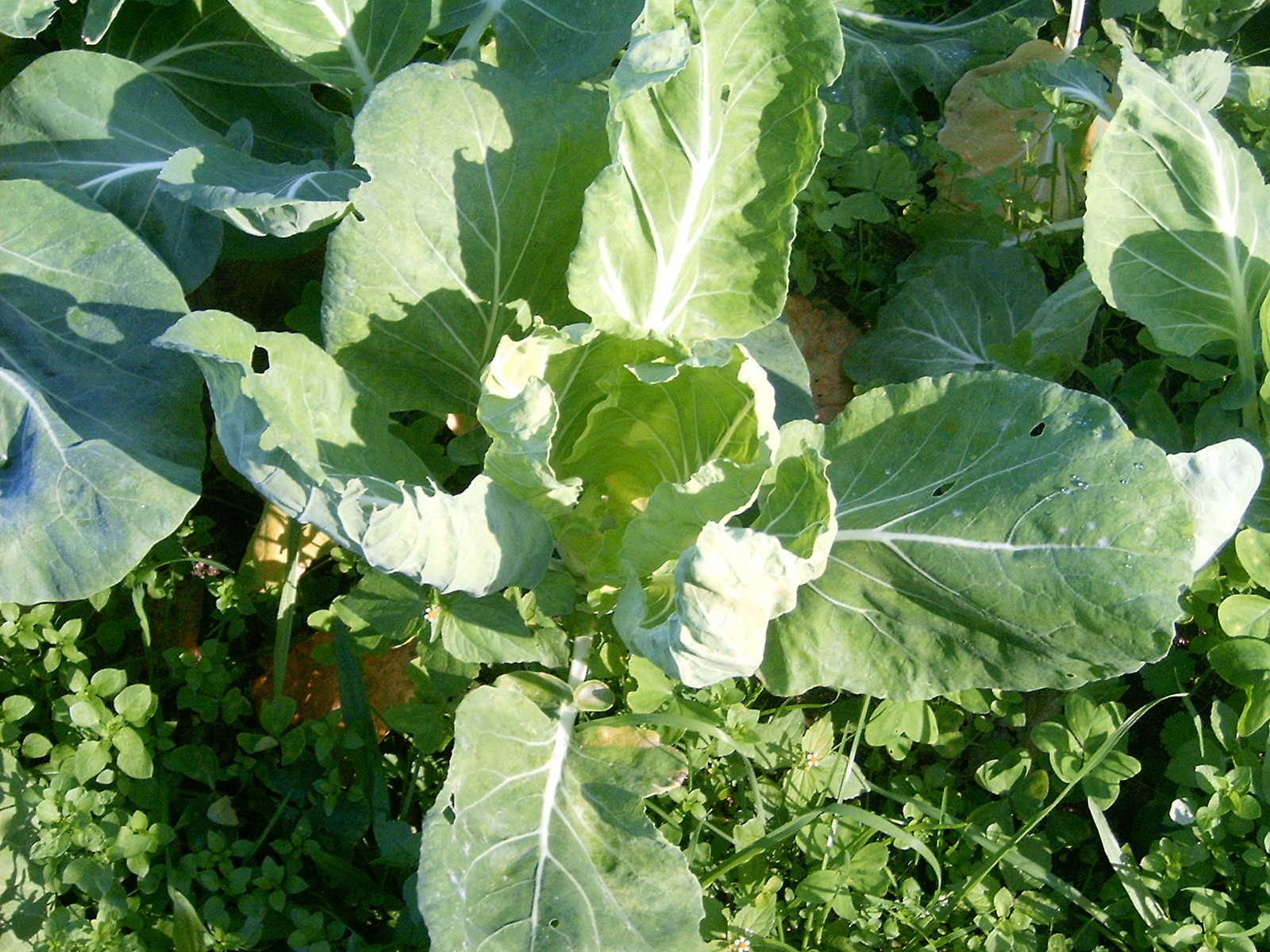
Brassica oleracea L. var. costata o L. var. tronchuda, il cavolo portoghese

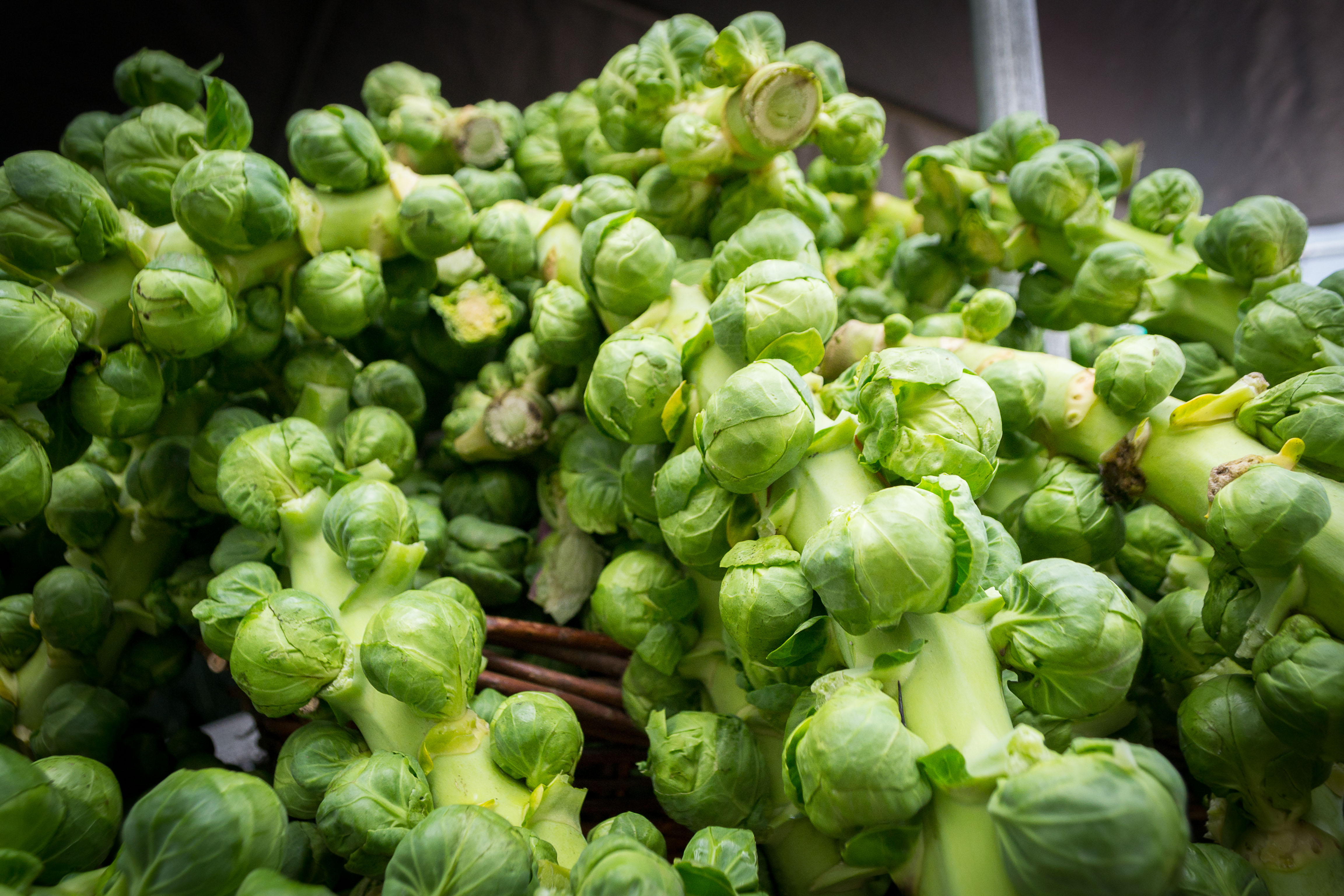
Brassica oleracea var. gemmifera, i cavolini di Bruxelles
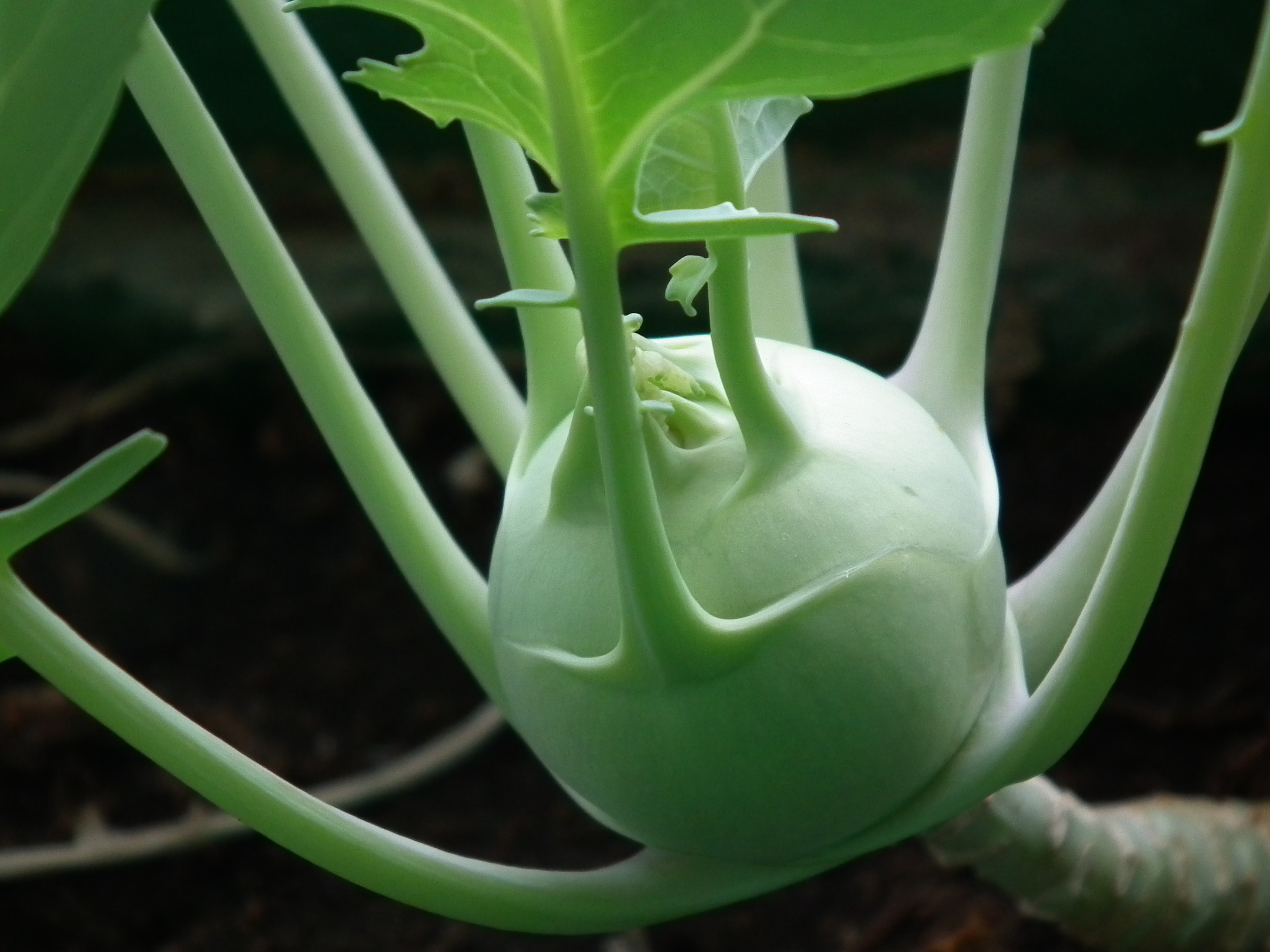
Brassica oleracea var. gongylodes, il cavolo rapa
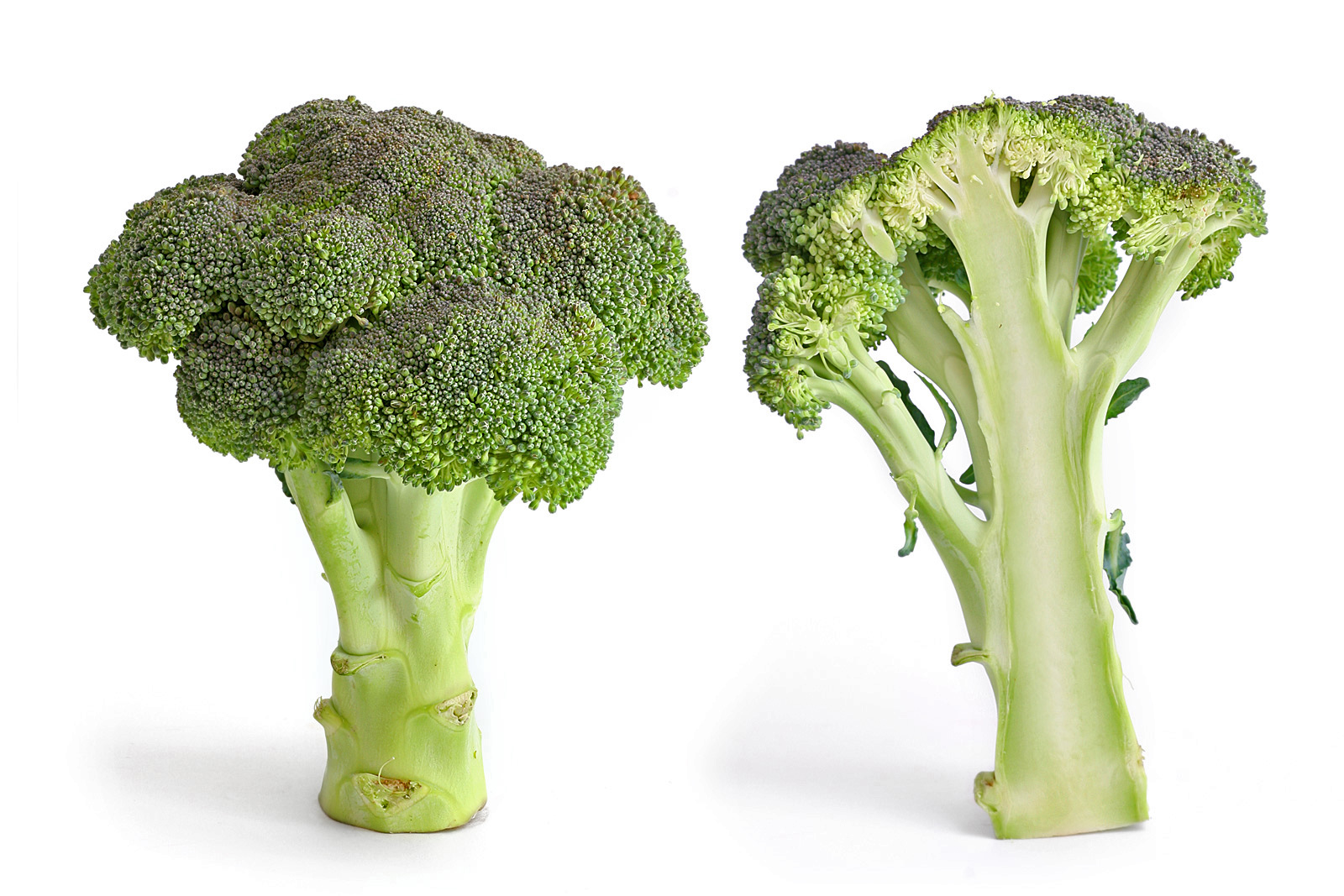
Brassica oleracea var. italica, il broccolo
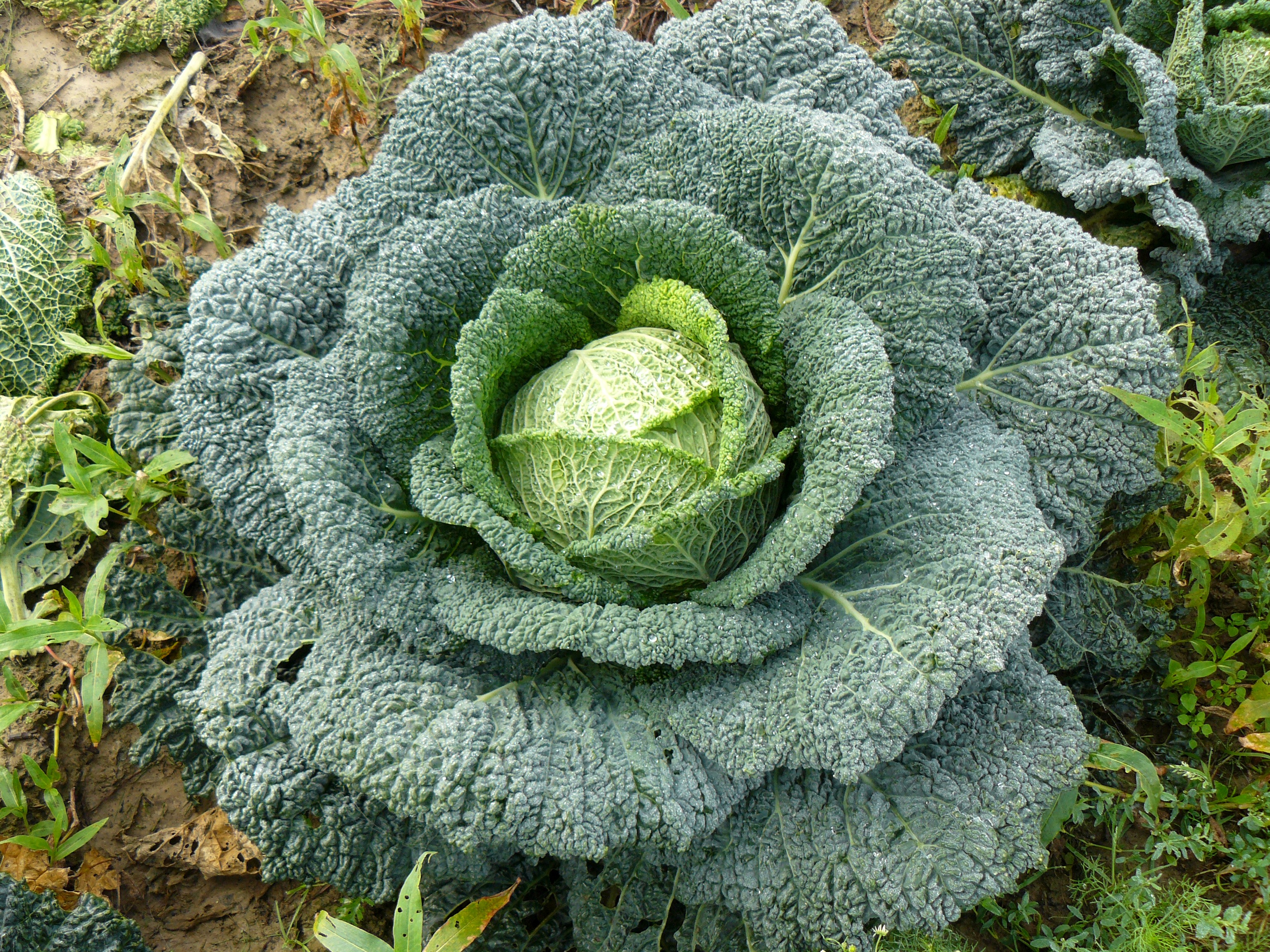
Brassica oleracea var. sabauda, la verza